# ورزشگاه المپیک مونیخ
ورزشگاه المپیک مونیخ (به آلمانی: Olympiastadion München) ورزشگاهی در شهر مونیخ است.
معماری خاص و سقف منحصربه فرد این ورزشگاه را به یکی از بهترین ورزشگاه  های زمان خود در دنیا تبدیل کرد.
این ورزشگاه در سال‌های ۱۹۷۲ تا ۲۰۰۵ ورزشگاه خانگی باشگاه فوتبال بایرن مونیخ بوده‌است. همچنین بخشی از بازی‌های المپیک تابستانی ۱۹۷۲ و جام جهانی فوتبال ۱۹۷۴ در این ورزشگاه برگزار شده‌است.
این ورزشگاه توسط گونتر بنیش معمار برجسته آلمانی طراحی شد. تپه المپیابِرگ در مجاورت استادیوم المپیک مونیخ قرار دارد.